# محمد علی بحر
محمد علی بحر (انگلیسی: Mohamed Ali Bhar؛ زادهٔ ۱۷ سپتامبر ۱۹۸۹) بازیکن هندبال اهل تونس است.